# Humanap Ka Ng Panget (film)
Humanap Ka Ng Panget è un film del 1991 diretto da Ben Feleo e interpretato da Jimmy Santos ed Andrew E., quest'ultimo al debutto sul grande schermo. Prende ispirazione dall'omonima canzone, e segue le linee narrative dell'altrettanto omonimo album del rapper filippino del 1990.
La pellicola contribuì a lanciare la carriera di attore di Andrew E., che proseguì in pellicole di genere comico nel corso dei decenni successivi in alternanza al proprio successo in campo musicale.

## Trama
Big Boy, Andy E. ed Elvin sono tre uomini che vivono tra le baraccopoli di Manila raccogliendo rifiuti e vendendone il recuperabile. Tra disavventure e goffaggini varie vengono a sapere che Big Boy, il più anziano dei tre, è in realtà un erede legittimo di una donna di alta classe della capitale, che scaltramente aveva sposato un ricco signore.
Quando suoi veri genitori vengono a sapere delle sue condizioni di vita, Big Boy viene preso in carico da questi. In segno di gratitudine verso le persone che lo avevano aiutato nei momenti di difficoltà, Big Boy decide di portare con sé i propri genitori adottivi, nonché Andy E. ed Elvin: ciò si rivelerà una benedizione per questi ultimi, poiché Andy riesce a diventare un rapper di successo mentre Elvin può realizzare il suo sogno di frequentare un'università.

## Personaggi e interpreti
- Big Boy, interpretato da Jimmy Santos
- Andy E., interpretato da Andrew E.
- Ernesto, interpretato da Eddie Gutierrez
- Fifi, interpretata da Carmi Martin
- Anna, interpretata da Gelli de Belen
- Elvin, interpretato da Keempee de Leon
- Nathasia, interpretata da Nanette Medved
- Edu, interpretato da Dennis Padilla
- Kate, interpretata da Kate Gomez
- Jonathan, interpretato da Dencio Padilla
- Gracia, interpretata da Ruby Rodriguez
- Tale, interpretata da Jinky Oda
- Cyrano, interpretato da Yoyoy Villame
- Luningning, interpretata da Zorayda Sanchez
- Dottore di Luningning, interpretato da Jon Achaval
- Signora Arellano, interpretata da Dexter Doria
- Cleo, interpretata da Odette Khan
- Head Doctor, interpretato da Ben Johnson
- Il prete, interpretato da Wilson Go
- Padre di Big Boy, interpretato da Paeng Giant